# 7586 Bismarck
7586 Bismarck (1991 RH7) là một tiểu hành tinh vành đai chính được phát hiện ngày 13 tháng 9 năm 1991 bởi L. D. Schmadel và F. Borngen ở Tautenburg.